# Brier (Washington)
Pour les articles homonymes, voir Brier (homonymie).
Brier est une ville du comté de Snohomish dans l'État de Washington.
La ville a été incorporée en 1965.
En 2010, la population était de 6 087 habitants.